# Claude-François de Thiollaz
Claude-François de Thiollaz, né le 8 avril 1752 au château de Thiollaz (Chaumont) et mort le 14 mars 1832 à Annecy (alors division de Savoie du royaume de Sardaigne). Il fut le 1er évêque d'Annecy de 1822 à 1832.

## Biographie

### Origines
Il est le fils de Joseph François, dit Jean-Baptiste, de Thiollaz (1696-1774) et de Louise-Françoise de La Faverge, fille de feu Jacques-François de La Faverge, seigneur de Cormand et de Marie-Anne d'Anthon. Il a six frères et sœurs :
- Péronne-Rosalie de Thiollaz, (1743-…), religieuse de la Visitation, émigrée à Verceil à la Révolution.
- Jean-Joseph-Marie-Emmanuel de Thiollaz, (1748-1818), officier au service du royaume de Saxe, sans alliance, il fut aide de camp et ambassadeur du roi de Saxe Frédéric-Auguste Ier[2].
- Marie-Joséphine de Thiollaz, (1749-1841), religieuse à Bonlieu, réfugiée  dans sa famille au château de Montpon, à la Révolution.
- Jeanne-Reine de Thiollaz, (avril 1753-novembre 1753).
- Joseph-Marie de Thiollaz, (1759-1822), sénateur au Sénat de Savoie le 6 septembre 1814. Il épouse Jeanne-Pauline de Livet, fille de Philippe-François, baron de Monthouz et de Françoise Angot de Bonnières. De cette union sont issus quatre enfants, dont Joseph-André-Marie, comte de Thiollaz, (1816-1890) qui épouse le 29 septembre 1846, Noémie de Seyssel, fille de Charles-Henri-Philibert de Seyssel-Cressieu et de Clotilde Marie Costa de Beauregard. De cette union est issue la famille subsistante de Thiollaz.
- Louise-Péronne de Thiollaz, (1760-…). Elle épouse le 16 novembre 1781, Joseph-Marie Collomb, seigneur d'Arcine, capitaine au Régiment de Tarentaise, incarcéré dans les cachots du Palais de l'Îsle d'Annecy, à la Révolution. Elle a caché de nombreux prêtres réfractaires dans son château de Sougey pendant la Révolution. Elle est veuve le 13 germinal an XIII (3 avril 1805) (dont postérité).

### Avant la Révolution
Claude-François de Thiollaz termine ses études secondaires au Collège Chappuisien d'Annecy, à 14 ans. Puis il est envoyé à la Sorbonne, à Paris. Il est reçu docteur en théologie et droit civil ecclésiastique. En 1776, il est ordonné prêtre. En 1778, il est nommé chanoine de Genève, en fonction à Annecy et prévôt du chapitre. Il devient vicaire général à 27 ans.
Claude-François de Thiollaz est le cousin germain de Jean-Pierre Biord (1719-1785), évêque de Genève, résidant à Annecy. Le dernier évêque savoyard de Genève-Annecy sera Joseph-Marie Paget (1727-1810), qui devra s'exiler en Piémont lors de l'invasion de la Savoie par les troupes révolutionnaires françaises en septembre 1792.

### La Contre-Révolution (1792-1801)
Le 22 septembre 1792, les troupes révolutionnaires françaises aux ordres du « ci-devant » marquis de Montesquiou, envahissent la Savoie. Le 27 novembre 1792, après le vote majoritaire des communes savoyardes, la Convention décrète la réunion de la Savoie à la République Française. La seule réserve proclamée par les communes savoyardes de « maintenir le libre exercice du culte et de l'indépendance des prêtres » ne fut pas respectée : le 8 février 1793, les commissaires suppriment les sièges épiscopaux de la Savoie, les remplacent par l'unique évêché d'Annecy et ordonnent aux prêtres, sous peine d'exil, de prêter serment à la Constitution civile du clergé. Le chanoine de Thiollaz est incarcéré à Chambéry, sur l'intervention de Philibert Simond. Il avait été arrêté le 13 février 1793, à Alby, dans le château de Montpon, résidence de sa famille où il s'était réfugié. Après avoir courageusement protesté contre la nomination par les révolutionnaires  du prêtre jureur, François Panisset, comme évêque constitutionnel du nouveau département du Mont-Blanc à Annecy, il échappe à la peine de mort, mais il est condamné à la déportation en Guyane le 6 mars. Il va être traîné, les fers aux pieds. Il s'évade de sa prison de Lyon, mais il est repris près de Belley et ramené à Chambéry,.
Il est conduit de prison en prison, à Marseille, Toulouse, Bordeaux.
Puis il est libéré de sa prison du fort du Hâ, grâce à l'action conjuguée du fidèle Annecien Mathieu qui l'a suivi tout au long de son périple et de Bénigne-Augustine de La Rochefoucauld, duchesse de Doudeauville, (1764-1849) qui avait connu autrefois le chanoine de Thiollaz à Annecy en 1791 lors de son exil en Savoie. Elle obtient « miraculeusement » sa grâce devant le Tribunal révolutionnaire de Paris, en intervenant directement auprès du redoutable Fouquier-Tinville, moyennant finances, et elle finance également son évasion jusqu'en Suisse. Il s'embarque pour la Hollande. D'Ostende, il rejoint Bruxelles et traverse à pied la Prusse, le Palatinat, le duché de Bade et la Suisse,.
Le 8 août 1793, Claude-François de Thiollaz rejoint à Lausanne son ami, François-Marie Bigex, vicaire général d'Annecy et futur archevêque de Chambéry,. Il se met en relation avec Joseph de Maistre, et il organise la contre-Révolution avec une infatigable énergie. Il ne cesse de correspondre avec les prêtres restés en Savoie. Le chanoine de Thiollaz est considéré comme l'âme de la Résistance ; Joseph de Maistre en est le conseil et l'orateur.
En janvier 1794, les clubs obtiennent le rappel du commissaire Philibert Simond, suspect de modérantisme. Il sera guillotiné à Paris le 13 avril 1794. Son successeur, Antoine Louis Albitte, surnommé  « le Robespierre Savoyard », impose  le 30 janvier 1794 à tous les prêtres constitutionnels restés en Savoie, une nouvelle formule de serment correspondant à une véritable abjuration. Certains y souscrivent, mais la plupart se réfugient en Suisse ou en Piémont. Rares sont les prêtres réfractaires restés au service de leurs paroissiens : ils sont protégés par le peuple savoyard et cités en exemple pour leur courage. À Lausanne, le chanoine de Thiollaz est empêché d'envoyer des prêtres  missionnaires dans le département du Mont-Blanc, en raison des risques provoqués sous le régime de la Terreur. À Thonon, deux jeunes prêtres sont fusillés, M. Vernaz le 22 février 1794, M. Morand le 16 mai suivant, en application de l'article 6 du décret du 28 septembre 1793 qui punissait de mort les émigrés saisis sur le territoire de la République.
Dès la chute de Maximilien de Robespierre, le 10 thermidor an II (28 juillet 1794), le retour des prêtres savoyards est toléré et au printemps 1795, une partie du clergé est revenue dans ses paroisses. Sous le Directoire, le chanoine de Thiollaz, dont l'indomptable énergie  a fait, en Faucigny, le désespoir des révolutionnaires français, imagine d'arracher de son siège d'Annecy l'évêque constitutionnel, François Panisset. L'évêque, escorté de quelques prêtres réfractaires, se rend en grand secret à Lausanne. Il signe le 22 février 1796, en présence de Claude-François de Thiollaz, une rétractation solennelle dont l'annonce va faire sensation en Savoie . Mais cet acte entraine la réaction des commissaires français qui reprennent la persécution du clergé : le 4 septembre 1797, 80 ecclésiastiques sont condamnés à la déportation sur l'île de Ré et sur l'île d'Oléron et 19 à la prison, en attendant leur déportation en Guyane.
Il faudra attendre le consulat et l'Empire pour retrouver la paix en Savoie. En 1800, le chanoine de Thiollaz assiste à l'intronisation du pape Pie VII à Rome.

### Le régime du Concordat français (1801-1814)
En 1802, sous le Consulat et par application du concordat de 1801, les prêtres  exilés, emprisonnés ou déportés par les commissaires français sont en mesure de rejoindre la Savoie.
L'évêché provisoire d'Annecy, créé par les révolutionnaires français en 1793 en faveur de l'évêque constitutionnel François Panisset, a disparu. Le siège de l'ancien évêché de  Genève, qui était transféré historiquement à Annecy depuis l'intrusion des protestants genevois en 1533, est supprimé depuis le 18 novembre 1801. Il est rattaché au diocèse de Chambéry, dont le Français, René des Monstiers de Mérinville, ancien député de la noblesse française, est nommé évêque concordataire le 9 avril 1802.
Claude-François de Thiollaz rejoint le chapitre de Chambéry. Le 25 janvier 1803, il devient prévôt du chapitre et il reçoit la charge de vicaire général . Il aura la charge des paroisses du département du Léman qui relèvent de l'ancien évêché de Genève-Annecy . Il fait preuve de fermeté et de ténacité pour restaurer les églises abandonnées et saccagées sous l'autorité d'Albitte, le « Robespierre savoyard ». C'est à lui que le diocèse d'Annecy doit la réorganisation de ses paroisses, démantelées au cours de la Révolution française. Le 14 août 1803, il est nommé prieur de Lovagny et de Léaz. En 1807, il établit un petit séminaire dans le couvent des Bernardines de La Roche-sur-Foron. Monarchiste savoisien convaincu, il impose une ligne ferme, à la fois contre l'héritage révolutionnaire français et contre le protestantisme genevois.
Sous le régime du Premier Empire, Mérinville est remplacé par un évêque bonapartiste français, Irénée-Yves Dessolle, nommé le 30 janvier 1805 au siège épiscopal de Chambéry. Lors du passage de Napoléon Ier en Savoie, le 16 avril 1805, c'est Claude-François de Thiollaz qui se substitue à son évêque, au château de Chambéry où se tenait la réunion des notables savoyards, pour réclamer de l'État une amélioration des  subventions en faveur des curés du Léman et du Mont-Blanc. En 1814, au moment des Cent-Jours, un  conflit va opposer le prélat bonapartiste à son premier vicaire royaliste. Le chanoine de Thiollaz est obligé de se réfugier à Genève, tandis que certains prêtres savoyards, fidèles à la dynastie de Savoie, sont emprisonnés.

### La Restauration en Savoie (1814-1815)
En 1814, le premier congrès de Paris décide de diviser le duché de Savoie entre le Piémont, la Suisse et la France, au grand dam de Joseph de Maistre qui écrit depuis Saint-Petersbourg : « Ma malheureuse patrie est dépecée et perdue… »
Claude-François de Thiollaz, fidèle au souvenir de son vieil ami de la résistance de Lausanne, milite pour le retour du duché à la maison de Savoie. Il préside une délégation royaliste savoyarde qui négocie la révision du traité de Paris de 1814 pour aboutir à sa rectification : par le nouveau traité de Paris du 20 novembre 1815, le duché de Savoie et le comté de Nice sont rendus au roi de Sardaigne, Victor-Emmanuel Ier de Savoie. La délégation était notamment composée du général Hippolyte Gerbaix de Sonnaz (1783-1871) , du comte François-Sébastien-Joseph de Chevron-Villette, (1775-1829), adjudant-général et chevalier des saints Maurice et Lazare, du  comte Nicolas de Maistre (1756-1836), colonel au régiment de Savoie, chevalier des saints Maurice et Lazare.
C.F. de Thiollaz publie en 1816 un Essai sur la nature de l'autorité souveraine où il plaide en faveur de la monarchie.

### L'évêché d'Annecy de 1822 à 1832
Depuis son retour en Savoie, C.F. de Thiollaz sollicite à Rome le rétablissement d'un siège épiscopal à Annecy. Malgré l'opposition de sa hiérarchie, l'évêché d'Annecy, extrait de celui de Chambéry, est finalement décidé par Rome et Turin le 15 février 1822. Thiollaz est sacré évêque d'Annecy le 27 avril 1823 à Turin. Il déploie ses talents d'organisateur dès son arrivée.
Il rétablit le monastère de l'ordre de la Visitation. Des 41 religieuses qui en avaient été chassées par la Révolution française en 1793, il n'en restait que 8 en vie, dont 4 infirmes. Parmi elles, se retrouvait sœur Péronne-Rosalie de Thiollaz, sœur de l'évêque. Le monastère de la Visitation conserve religieusement depuis cette époque les châsses de saint François de Sales et de sainte Jeanne de Chantal. En 1826, le monastère est transféré en périphérie d'Annecy. Les reliques de saint François de Sales et de sainte Jeanne de Chantal sont translatées à l'occasion d'une grande cérémonie présidée par 4 cardinaux et 50 évêques lors des cérémonies des 21 et 23 août 1826. À cette occasion, Thiollaz offre deux reliquaires à la duchesse de Doudeauville, en reconnaissance pour celle qui lui avait sauvé la vie pendant la Révolution, au péril de la sienne propre.
Thiollaz fait acheter par le diocèse les bâtiments qui seront la fondation du grand séminaire d'Annecy. En 1823, il  y nomme un premier supérieur savoyard, l'abbé Claude-Marie Magnin, qui sera plus tard le successeur de Louis Rendu, en tant qu'évêque d'Annecy, entre 1861 et 1879. Le résultat est remarquable : 118 prêtres seront ordonnés entre 1826 et 1830. Parallèlement à cette action de recrutement, Thiollaz organise des missions à travers toutes les paroisses du Diocèse d'Annecy  qui regroupe 320 communautés. Il en confie la tâche à l'abbé Pierre-Marie Mermier, (1790-1862) qui, sur les traces de François de Sales, va prêcher de village en village. Le prélat fait lui-même la visite de l'ensemble de son diocèse de 1825 à 1831,.

### Mort et épilogue
Claude-François de Thiollaz meurt en fonction, à Annecy, le 14 mars 1832.
Il a incarné la résistance face à l'occupant qui avait envahi la Savoie en 1792, en assistant depuis Lausanne les prêtres victimes de la Constitution Civile du clergé et des commissaires de la Convention. Puis, à son retour dans sa patrie en 1802, il a déployé toute son énergie pour obtenir le rétablissement de l'évêché d'Annecy qui avait été supprimé par le concordat de 1801. Ce n'est qu'au bout de 20 ans d'efforts acharnés, malgré les oppositions de l'évêché de Chambéry, qu'il obtint de Rome et de Turin la création du diocèse d'Annecy, tel qu'il existe encore aujourd'hui. Enfin, on doit lui reconnaître un rôle prépondérant dans la restitution du duché de Savoie et du comté de Nice en 1815 en faveur de la dynastie de Savoie. Par son action, il a contribué au maintien de l'unité savoyarde, pour le plus grand bienfait de sa patrie menacée d'être dépecée et partagée entre trois pays riverains, la France, le Piémont et la Suisse, en 1814.

## Le premier mandement de l'évêché d'Annecy (Extrait)
…« N'oubliez jamais, Nos Très Chers Frères, cette désastreuse époque. Que les pères la racontent soigneusement à leurs enfants, de génération en génération; qu'ils leur disent que les croix et les autels furent renversés, les temples démolis ou fermés; que les évêques et les prêtres furent poursuivis avec acharnement; que toutes les propriétés de l'Église que la charité chrétienne avait destinées pour le bonheur des générations futures, furent englouties; qu'on foula aux pieds la majesté royale, la sainteté des lois; que les familles et la société entière furent bouleversées, et que, dans cet effrayant délire, on applaudissait aux ruines et aux décombres de tout genre, comme à une gloire et un bonheur. Mais éloignons avec soin tout sentiment de haine contre les auteurs de tant de maux: souvenons-nous que les maux, comme les biens, viennent de Dieu, et que, s'Il a permis cette hideuse expérience, c'est pour nous rendre sensible toute la perversité des doctrines qui ont produit tant de malheurs » .
Donné à Annecy, le 1er septembre 1823, C.F. de Thiollaz, Évêque d'Annecy.

## Ouvrages de Claude-François de Thiollaz
- Harangue prononcée lors de l'intronisation de Mgr Paget sur le siège de Genève, dans la cathédrale d'Annecy, le 21 juin 1787
- Mémoire des prêvot, chantre et chanoines de la cathédrale de St. Pierre à Genève, résidans à Annecy en Savoie, contre la République de Genève, Paris-1791.
- Essai sur la nature de l'autorité souveraine, par un docteur de Sorbonne. Imprimerie de M.P. Rustand, SD, Lyon, 1816- 270p.
- Petit catéchisme à l'usage du diocèse d'Annecy, par Mgr de Thiollaz, avec quelques arrangements par Mgr Rey. Burdet, Annecy, 1865.

## Les honneurs
- Claude-François de Thiollaz est reçu à l'Académie de Savoie, le 13 août 1830[10].

## Armoiries et devise de la famille de Thiollaz
La famille de Thiollaz est anoblie en 1594 par lettres patentes du duc Charles-Emmanuel Ier de Savoie. Ses armoiries portent de gueules à l'aigle naissante d'argent becquée de sable et à 2 étoiles d'or au canton du chef. Sa devise est « Post Mortem Lauda » (« Les louanges après la mort »).

## Notoriété
Le fondateur de l'actuel évêché d'Annecy ne semble pas avoir donné son nom à une rue de la capitale de Haute-Savoie. Yves Boivineau, titulaire du siège épiscopal d'Annecy, a été sollicité afin d'intervenir auprès de la municipalité. Laurent Périllat, président de l'Académie Salésienne, intervient également dans ce sens : « Que soit créée une voie, si modeste soit-elle, au nom du fondateur haut-savoyard de l'évêché d'Annecy ».